# Математичний апарат
Математичний апарат — сукупність математичних знань, понять і методів, що застосовуються в деякій галузі науки, а тому необхідних для її розуміння й успішної в ній роботи. Наприклад, математичним апаратом класичної механіки є математичний аналіз та теорія диференціальних рівнянь, математичним апаратом квантової механіки є функціональний аналіз, математичним апаратом статистики є теорія ймовірності тощо.
Історично часто математичний апарат розвивається паралельно з розвитком прикладної галузі. Наприклад, Ісаак Ньютон, розробляючи класичну механіку, водночас був одним із творців числення нескінченно малих, тобто математичного аналізу. В інших випадках певна галузь математики розвивається спочатку як чиста математика, а потім знаходить застосування, як це сталося з диференціальною геометрією, здобутки якої Альберт Ейнштейн використав при побудові загальної теорії відносності.